# Бранко Видовић
Бранко Видовић (Крижевци, 1923 — Самобор, 2013) је бивши југословенски репрезентативац у пливању слободним стилом, првак и рекордер. По занимању је стоматолог. Био је члан Загребачког пливачког клуба (ЗПК), а затим АКД Младост из Загреба.
После ослобођења првак је Југославије на:
- 200 м слобосно, 1946 (2:18,7)
- 400 м слободно, 1945. (5;21,1), 1946. (5:02,2), 1951. (5:04,9)
- 1.500 м слободно, 1945 (22,48,3), 1946. (21:07,0), 1948. (20:18,1), 1951. (20:45,4)
- штафета 4 х 200 слободно, 1945, 1947—1953 екипа Младости
- екипно 1946, 1953, 1854

Највећи успех постигао је на Европском првенству 1950. у Бечу са штафетом 4 х 200 метара слободно, када је освојио бронзану медаљу (9:12,7 мин). Штафета је пливала у саставу: Бранко Видовић, Андреј Квинц, Маријан Стипетић и Мислав Стипетић.
Бранко Видовић је учествовао на Олимпијским играма 1948. у Лондону у две дисциплине: 400 м слободно тринаесто место (4:59,4 мин) и штафети 4 х 200 метара слободно пето место (9:14,0 м). Штафета је пливала у саставу: Вања Илић, Цирил Пелхан, Јанко Пухар, и Бранко Видовић.